# Resultados do Carnaval do Rio de Janeiro em 1977
Nesta página estão listados os resultados dos concursos de escolas de samba, blocos de embalo, blocos de enredo, frevos carnavalescos, ranchos carnavalescos e sociedades carnavalescas do carnaval do Rio de Janeiro do ano de 1977. Os desfiles foram realizados entre os dias 19 e 26 de fevereiro de 1977.
No Grupo 1 das escolas de samba, a Beija-Flor foi bicampeã com um desfile sobre as origens do carnaval. O enredo "Vovó e o Rei da Saturnália na Corte Egipciana" foi desenvolvido pelo carnavalesco Joãosinho Trinta, que conquistou seu quinto título de campeão, sendo o quarto consecutivo. Portela, União da Ilha e Salgueiro marcaram um ponto a menos que a campeã, conquistando, respectivamente, o segundo, terceiro e quarto lugares. Últimas colocadas, Imperatriz Leopoldinense, Unidos de São Carlos, Império da Tijuca e Unidos do Cabuçu foram rebaixadas para a segunda divisão.
Arrastão de Cascadura venceu o Grupo 2, sendo promovida à primeira divisão junto à vice-campeã, Arranco. Acadêmicos do Engenho da Rainha conquistou o título do Grupo 3, sendo promovida à segunda divisão junto com Unidos da Ponte (vice-campeã), Caprichosos de Pilares (terceira colocada) e Acadêmicos de Santa Cruz (quarta colocada).
Nos blocos de embalo, Balanço da Mangueira venceu o Grupo A e Avantes de Guadalupe conquistou o Grupo B. Canários das Laranjeiras; Mocidade de Vicente de Carvalho; Mocidade Peteca da Paraná; Samba Como Pode; Sai Como Pode; Xuxu; Hora Certa; Império de Botafogo; Surpresa de Realengo; Garrafal; e Silêncio do Amor foram os campeões dos grupos de blocos de enredo. Vassourinhas ganhou a disputa de frevos. Parasitas de Ramos foi o campeão dos ranchos. Clube dos Independentes venceu o concurso das grandes sociedades.

## Escolas de samba

### Grupo 1
O desfile do Grupo 1 foi organizado pela Associação das Escolas de Samba da Cidade do Rio de Janeiro (AESCRJ) e realizado na Avenida Presidente Vargas, entre as 19 horas e 30 minutos do domingo, dia 20 de fevereiro de 1977, e as 11 horas e 15 minutos do dia seguinte. O desfile foi aberto por Unidos do Cabuçu e Império da Tijuca, respectivamente vice-campeã e campeã do Grupo 2 do ano anterior.
| Ordem dos desfiles |
| 1. Unidos do Cabuçu 2. Império da Tijuca 3. Mocidade Independente de Padre Miguel 4. Unidos de Vila Isabel 5. Estação Primeira de Mangueira 6. Imperatriz Leopoldinense 7. Portela 8. União da Ilha do Governador 9. Acadêmicos do Salgueiro 10. Império Serrano 11. Beija-Flor 12. Unidos de São Carlos |

Quesitos e julgadores
As escolas foram avaliadas em nove quesitos, com notas de um a cinco. O número de julgadores foi reduzido para dois em cada quesito, ante três do ano anterior.
- O julgador Chico Batera, do quesito bateria, passou mal quando restavam duas escolas para desfilar, sendo substituído por João D'Angelo.
- O julgador Antônio Pedro, do quesito Comissão de Frente, abandonou o palanque de julgamento, sendo substituído por Ana Maria King.
- Antônio Crisóstomo seria julgador do quesito Evolução, mas passou mal antes do início dos desfiles, sendo substituído por Luiz de Lima.

| Quesito | Quesito                      | Julgador 1                 | Julgador 2       | Julgador substituto |
| ------- | ---------------------------- | -------------------------- | ---------------- | ------------------- |
|         | Bateria                      | Egberto Gismonti           | Chico Batera     | João D'Angelo       |
|         | Samba-Enredo                 | Geraldo Carneiro           | John Neschling   | -                   |
|         | Harmonia                     | Luiz Carlos Maciel Abrahão | Júlio Medaglia   | -                   |
|         | Mestre-Sala e Porta-Bandeira | Zelito Viana               | Leda Iuque       | -                   |
|         | Evolução                     | Luiz de Lima               | Marcelo Coelho   | -                   |
|         | Fantasias                    | Pedro Correa               | Ferdy Carneiro   | -                   |
|         | Enredo                       | Bráulio Pedroso            | Evanildo Bechara | -                   |
|         | Comissão de Frente           | Dalton                     | Antônio Pedro    | Ana Maria King      |
|         | Alegorias e Adereços         | Roberto Miranda            | Roberto Moriconi | -                   |

#### Classificação
Campeã do ano anterior, a Beija-Flor venceu novamente o Grupo 1, conquistando seu segundo título na elite do carnaval. A escola realizou um desfile sobre a história do carnaval, usando como "narradora" a figura de uma vovó que, diante da transmissão de um desfile contemporâneo pela televisão, relembra a história da folia. O enredo abordou as origens do carnaval com as festas dos antigos egípcios para Ísis e o boi Ápis; os bacanais dos gregos antigos; e a Saturnália na Roma Antiga. Também homenageou o carnaval brasileiro, relembrando os ranchos carnavalescos e as grandes sociedades. O tema "A Corte Egipciana", apresentado pelo rancho Ameno Resedá no carnaval de 1908, foi uma das inspirações para o enredo. "Vovó e o Rei da Saturnália na Corte Egipciana" foi desenvolvido pelo carnavalesco Joãosinho Trinta, que conquistou seu quinto título de campeão, sendo o quarto consecutivo. A escola iniciou seu desfile com dia claro e foi saudada pelo público com gritos de "já ganhou!".
Portela, União da Ilha do Governador e Acadêmicos do Salgueiro empataram com 85 pontos, um a menos que a campeã. Com nota maior no quesito Bateria, a Portela ficou com o vice-campeonato. A escola realizou um desfile sobre a festa em que Dom João VI foi aclamado Rei no Brasil em 1818. Com nota maior em Samba-Enredo, sendo a única escola a garantir nota máxima no quesito, a União da Ilha ficou em terceiro lugar. A escola realizou um desfile sobre o dia de domingo na cidade do Rio de Janeiro. O samba-enredo, composto por Aurinho da Ilha, Ione Nascimento, Adhemar de A. Vinhaes e Waldir da Vala, é comumente listado entre os melhores da história do carnaval. Acadêmicos do Salgueiro ficou em quarto lugar com uma apresentação sobre a culinária brasileira e a cachaça. Com um desfile sobre o Rio de Janeiro de outrora, a Unidos de Vila Isabel se classificou em quinto lugar. Império Serrano foi a sexta colocada com uma apresentação sobre a imigração no Brasil. Sétima colocada, a Estação Primeira de Mangueira realizou um desfile sobre uma lenda indígena. Mocidade Independente de Padre Miguel ficou em oitavo lugar com uma apresentação sobre o samba.
Após nove carnavais consecutivos no Grupo 1, a Imperatriz Leopoldinense foi rebaixada para a segunda divisão. Nona colocada, a agremiação apresentou um enredo sobre uma esquadra portuguesa que sai em busca de riquezas amazônicas. A Unidos de São Carlos foi rebaixada para o Grupo 2 após quatro anos consecutivos na elite do carnaval. Décima colocada, a escola realizou um desfile sobre os quarenta anos da Rádio Nacional. Penúltima colocada, a Império da Tijuca também foi rebaixada para a segunda divisão. De volta ao Grupo 1, após vencer o Grupo 2 no ano anterior, a escola homenageou o artesão brasileiro Mestre Vitalino. Vice-campeã do Grupo 2 no ano anterior, a Unidos do Cabuçu foi rebaixada de volta para a segunda divisão. Última colocada, a escola realizou um desfile sobre os Sete povos das missões.
| Legenda: Desfile dos Campeões Rebaixadas para o Grupo 2 |

| Col. | Escola                                | Enredo                                        | Carnavalesco(a)                                                   | Pontos | Desempate        | Desempate      |
| ---- | ------------------------------------- | --------------------------------------------- | ----------------------------------------------------------------- | ------ | ---------------- | -------------- |
| 1    | Beija-Flor                            | Vovó e o Rei da Saturnália na Corte Egipciana | Joãosinho Trinta                                                  | 86     | -                | -              |
| 2    | Portela                               | Festa da Aclamação                            | Hiran Araújo, Arnaldo Pederneiras, Rosa Magalhães e Lícia Lacerda | 85     | Bateria (10 pts) | -              |
| 3    | União da Ilha do Governador           | Domingo                                       | Maria Augusta                                                     | 85     | Bateria (9 pts)  | Samba (10 pts) |
| 4    | Acadêmicos do Salgueiro               | Do Cauim ao Efó, com Moça Branca, Branquinha  | Fernando Pamplona                                                 | 85     | Bateria (9 pts)  | Samba (8 pts)  |
| 5    | Unidos de Vila Isabel                 | Ai que Saudades que Eu Tenho                  | Arlindo Rodrigues e Luiz da Silva Ferreira                        | 82     | -                | -              |
| 6    | Império Serrano                       | Brasil, Berço dos Imigrantes                  | Moacyr Rodrigues e Lielzo de Azambuja                             | 79     | -                | -              |
| 7    | Estação Primeira de Mangueira         | Parapanã, o Segredo do Amor                   | Júlio Mattos e Ricardo Carneiro Aquino                            | 76     | -                | -              |
| 8    | Mocidade Independente de Padre Miguel | Samba Marca Registrada                        | Augusto Henrique (Gugu)                                           | 74     | -                | -              |
| 9    | Imperatriz Leopoldinense              | Viagens Fantásticas às Terras de Ibirapitanga | Max Lopes                                                         | 71     | -                | -              |
| 10   | Unidos de São Carlos                  | Alô, Alô, Brasil, 40 Anos de Rádio Nacional   | Geraldo Sobreiro                                                  | 70     | -                | -              |
| 11   | Império da Tijuca                     | O Mundo de Barro de Mestre Vitalino           | Geraldo Cavalcante                                                | 66     | -                | -              |
| 12   | Unidos do Cabuçu                      | Os Sete Povos das Missões                     | Cláudio Souza                                                     | 55     | -                | -              |

### Grupo 2
O desfile do Grupo 2 foi organizado pela AESCRJ e realizado a partir das 21 horas e 20 minutos do domingo, dia 20 de fevereiro de 1977, na Avenida Rio Branco. A última escola a se apresentar iniciou seu desfile às 12 horas e 30 minutos da segunda-feira, dia 21 de fevereiro.
| Ordem dos desfiles |
| 1. Acadêmicos da Cidade de Deus 2. Grande Rio 3. Unidos de Manguinhos 4. Arrastão de Cascadura 5. Em Cima da Hora 6. Paraíso do Tuiuti 7. Independentes de Cordovil 8. Arranco 9. Unidos da Tijuca 10. Lins Imperial 11. Unidos de Nilópolis 12. Império do Marangá 13. São Clemente 14. Foliões de Botafogo 15. União de Jacarepaguá 16. Unidos de Lucas 17. Unidos do Jacarezinho 18. Tupy de Brás de Pina |

#### Classificação
Arrastão de Cascadura foi a campeã, garantindo sua promoção inédita à primeira divisão. Vice-campeão, o Arranco também foi promovido ao Grupo 1. A escola teve a mesma pontuação da campeã, perdendo no quesito de desempate.
| Legenda: Promovidas ao Grupo 1 Rebaixadas para o Grupo 3 * Sem informação disponível |

| Col. | Escola                       | Enredo | Carnavalesco(a)                              | Pontos | Desempate       | Desempate       |
| ---- | ---------------------------- | --- | -------------------------------------------- | ------ | --------------- | --------------- |
| 1    | Arrastão de Cascadura        | Um Talismã para Iaiá                                                                                       | Luiz Fernandes e Ricardo de Aquino           | 52     | Bateria (5 pts) | Samba (5 pts)   |
| 2    | Arranco                      | Logum, o Príncipe de Efan                                                                                  | Silvio Cunha e Roberto Roquete               | 52     | Bateria (5 pts) | Samba (3 pts)   |
| 3    | Lins Imperial                | Cruz Credo, Eta Diabo                                                                                      | José Félix Garcez Netto                      | 52     | Bateria (3 pts) | Bateria (3 pts) |
| 4    | Unidos de Lucas              | Insurreição do Queimado                                                                                    | Capixaba                                     | 50     | -               | -               |
| 5    | União de Jacarepaguá         | Banzo | Gil Fabiano Vargas                           | 48     | Bateria (5 pts) | Bateria (5 pts) |
| 6    | Império do Marangá           | Lenda do Arco-Íris                                                                                         | *                                            | 48     | Bateria (4 pts) | Bateria (4 pts) |
| 7    | Tupy de Brás de Pina         | Um Sonho Colorido                                                                                          | Geraldo da Silva e Gil Ricon                 | 47     | Bateria (5 pts) | Bateria (5 pts) |
| 8    | Unidos do Jacarezinho        | A Glória dos Quilombos ou Congoleses, Sudaneses, Angoleses, Bantus e os Ciclos da Mineração, Açúcar e Café | Jesué Silva e Moryd Baimaceda                | 47     | Bateria (4 pts) | Bateria (4 pts) |
| 9    | Unidos da Tijuca             | Paraíso dos Sonhos                                                                                         | Júlio Mattos e Poti                          | 46     | Samba (5 pts)   | Samba (5 pts)   |
| 10   | São Clemente                 | Acredite Se Quiser                                                                                         | Ivo da Rocha Gomes                           | 46     | Samba (4 pts)   | Samba (4 pts)   |
| 11   | Em Cima da Hora              | Heitor dos Prazeres, Um Artista Carioca                                                                    | Sebastião Souza de Oliveira                  | 45     | -               | -               |
| 12   | Foliões de Botafogo          | O Cortiço                                                                                                  | Augusto César Cardoso e Fernando Stael Filho | 42     | -               | -               |
| 13   | Unidos de Nilópolis          | Império Negro, Um Sonho de Liberdade                                                                       | Valdir da Flor (Didi)                        | 41     | -               | -               |
| 14   | Independentes de Cordovil    | Manjares do Céu e da Terra                                                                                 | *                                            | 39     | -               | -               |
| 15   | Grande Rio                   | Os Precursores                                                                                             | Pedro Paulo e Ariel Matias                   | 38     | -               | -               |
| 16   | Acadêmicos da Cidade de Deus | Baronesa da Taquara                                                                                        | *                                            | 37     | Bateria (5 pts) | Bateria (5 pts) |
| 17   | Paraíso do Tuiuti            | Brasil Caboclo                                                                                             | Ildebrando                                   | 37     | Bateria (3 pts) | Bateria (3 pts) |
| 18   | Unidos de Manguinhos         | O Tesouro Maldito                                                                                          | Walmir Antunes                               | 36     | -               | -               |

### Grupo 3
O desfile do Grupo 3 foi organizado pela AESCRJ e realizado na Avenida Graça Aranha, entre as 18 horas do domingo, dia 20 de fevereiro de 1977, e as 7 horas do dia seguinte.
| Ordem dos desfiles |
| 1. Caprichosos de Pilares 2. Unidos de Bangu 3. Unidos de Padre Miguel 4. Unidos da Vila Santa Tereza 5. Independente do Zumbi 6. Império de Campo Grande 7. Unidos da Ponte 8. Acadêmicos do Engenho da Rainha 9. Acadêmicos de Santa Cruz 10. Inferno Verde 11. Unidos da Zona Sul 12. Unidos do Uraiti 13. União de Vaz Lobo 14. Unidos de Cosmos |

#### Classificação
Acadêmicos do Engenho da Rainha foi campeã com nota máxima em todos os quesitos, garantindo seu retorno ao Grupo 2, de onde foi rebaixada no ano anterior. Unidos da Ponte, Caprichosos de Pilares e Acadêmicos de Santa Cruz também foram promovidas ao segundo grupo.
| Legenda: Promovidas ao Grupo 2 * Sem informação disponível |

| Col. | Escola                          | Enredo                                             | Carnavalesco(a)                        | Pontos | Desempate       | Desempate       |
| ---- | ------------------------------- | -------------------------------------------------- | -------------------------------------- | ------ | --------------- | --------------- |
| 1    | Acadêmicos do Engenho da Rainha | Do Milagre da Miscigenação ao Folguedo do Maracatu | Hércules                               | 55     | -               | -               |
| 2    | Unidos da Ponte                 | Paty, Tuna e Pahy-Tunará                           | Mário Barcelos                         | 50     | Bateria (4 pts) | Samba (4 pts)   |
| 3    | Caprichosos de Pilares          | Maria Quitéria, Heroína de Uma Raça                | *                                      | 50     | Bateria (4 pts) | Samba (3 pts)   |
| 4    | Acadêmicos de Santa Cruz        | Luar do Sertão - Catulo da Paixão Cearense         | Aganipe Guimarães                      | 50     | Bateria (3 pts) | -               |
| 5    | Unidos de Bangu                 | Madame Satã                                        | Carlinhos Andrade e Ernesto Nascimento | 48     | -               | -               |
| 6    | Unidos do Uraiti                | A Escrava Isaura                                   | *                                      | 46     | -               | -               |
| 7    | Unidos de Padre Miguel          | Ginga, a Rainha da Congada                         | César de Azevedo                       | 44     | -               | -               |
| 8    | Unidos de Cosmos                | *                                                  | *                                      | 41     | Bateria (4 pts) | Bateria (4 pts) |
| 9    | Império de Campo Grande         | *                                                  | *                                      | 41     | Bateria (3 pts) | Bateria (3 pts) |
| 10   | Unidos da Vila Santa Tereza     | Dalva de Oliveira                                  | Adolfo Sodré                           | 40     | -               | -               |
| 11   | Unidos da Zona Sul              | Exaltação a Juscelino                              | *                                      | 39     | -               | -               |
| 12   | Inferno Verde                   | *                                                  | *                                      | 37     | -               | -               |
| 13   | União de Vaz Lobo               | Primavera, Sonho e Poesia                          | Marcílio                               | 34     | -               | -               |
| 14   | Independentes do Zumbi          | Um Trono para a Favorita                           | *                                      | 27     | -               | -               |

## Blocos de embalo
Os desfiles dos blocos de embalo foram organizados pela Federação dos Blocos Carnavalescos do Estado do Rio de Janeiro (FBCERJ).

### Grupo A
O desfile do Grupo A foi realizado a partir das 14 horas do sábado, dia 19 de fevereiro de 1977, na Avenida Rio Branco. Balanço da Mangueira foi o campeão.
| Ordem dos desfiles |
| 1. Zebra de Madureira 2. Pantera do Engenho da Rainha 3. Bacanas da Piedade 4. Vigor de Padre Miguel 5. Balanço da Mangueira |

### Grupo B
O desfile do Grupo B foi realizado a partir das 16 horas da segunda-feira, dia 21 de fevereiro de 1977, na Avenida Graça Aranha. Avante de Guadalupe foi o vencedor.
| Ordem dos desfiles |
| 1. Império da Salsicha 2. O Feitiço É Nosso 3. Bacanas da Piedade 4. Vigor de Padre Miguel 5. Xavantes do Tingui 6. Caracol 7. Xodó de Oswaldo Cruz 8. Segura a Língua Falador 9. Cardosão 10. Avante de Guadalupe 11. Tigre da Vila 12. Unidos de Oswaldo Cruz 13. Carinhoso de Bento Ribeiro 14. Notáveis de Jacarepaguá |

## Blocos de enredo
Os desfiles dos blocos de enredo foram organizados pela FBCERJ. A apuração dos resultados foi realizada na quinta-feira, dia 24 de fevereiro de 1977, no Pavilhão de São Cristóvão.

### Grupo 1
O desfile do Grupo 1 foi realizado a partir das 21 horas do sábado, dia 19 de fevereiro de 1977, na Avenida Presidente Vargas. Cada bloco teve 50 minutos para se apresentar, mas a maioria concluiu o desfile em menos tempo.

#### Classificação
Canários das Laranjeiras foi campeão com um desfile sobre o cantor e compositor Lupicínio Rodrigues, morto em 1974.
| Legenda: Desfile dos Campeões * Sem informação disponível |

| Col. | Bloco                               | Enredo                                                  | Pontos |
| ---- | ----------------------------------- | ------------------------------------------------------- | ------ |
| 1    | Canários das Laranjeiras            | Lupicínio Rodrigues, Samba-Canção                       | 122    |
| 2    | Vai Se Quiser                       | Sob o Céu da Primavera                                  | 120    |
| 3    | Unidos de São Cristóvão             | Jacob                                                   | 113    |
| 4    | Unidos da Villa Rica                | A Rosa Feiticeira                                       | 106    |
| 5    | Unidos do Cabral                    | Assim Era a Atlântida                                   | 106    |
| 6    | Quem Quiser Pode Vir                | Vitória-Régia                                           | 103    |
| 7    | Cara de Boi                         | Dragão do Mar nas Águas de Iracema                      | 104    |
| 8    | Flor da Mina do Andaraí             | As Núpcias de Alá com Iemanjá                           | 104    |
| 9    | Unidos da Vila Kennedy              | O Mundo Mágico de Vovô Felício                          | 104    |
| 10   | Alegria de Copacabana               | O ABC de Leila Diniz                                    | 96     |
| 11   | Quem Fala de Nós Não Sabe o Que Diz | Assim Dança o Brasil                                    | 95     |
| 12   | Baba de Quiabo                      | Aquarela do Brasil                                      | 91     |
| 13   | Unidos do Cantagalo                 | Que Linda É a Vila de Noel                              | 91     |
| 14   | Cacarecos Unidos do Leblon          | A Escola de Belas Artes - De Dom João VI a Nova Capital | 90     |

### Grupo 2
O desfile do Grupo 2 foi realizado a partir das 21 horas do sábado, dia 19 de fevereiro de 1977, na Avenida Rio Branco.

#### Classificação
Mocidade de Vicente de Carvalho foi o campeão, sendo promovido ao Grupo 1 junto com Bafo do Leão e Bafo do Bode.
| Legenda: Promovidos ao Grupo 1 Rebaixados para o Grupo 3 |

| Col. | Bloco                                  | Enredo                                           | Pontos |
| ---- | -------------------------------------- | ------------------------------------------------ | ------ |
| 1    | Mocidade de Vicente de Carvalho        | Os Mistérios do Machado de Xangô                 | 67     |
| 2    | Bafo do Leão                           | Fiz de Conta                                     | 65     |
| 3    | Bafo do Bode                           | Glórias Imortais do Mestre Ataulfo               | 62     |
| 4    | Namorar Eu Sei                         | Oferendas de Amor                                | 61     |
| 5    | Imperial de Lucas                      | A Inconfidência dos Alfaiates do Bahia           | 60     |
| 6    | Império da Gávea                       | Brasil: Seu Povo, Costumes e Suas Danças         | 59     |
| 7    | Leão de Iguaçu                         | Sete Reinos para Uma Sereia                      | 57     |
| 8    | Boi da Freguesia da Ilha do Governador | Bahia de Todos os Santos                         | 57     |
| 9    | Unidos de São Brás                     | João de Barro - Braguinha, Através dos Carnavais | 56     |
| 10   | Mocidade Independente de Inhaúma       | De Mucama à Sinhá, Taí Essa Nega Fulô            | 55     |
| 11   | Caprichosos de Bento Ribeiro           | Terra das Hortênsias - Refúgio dos Imortais      | 55     |
| 12   | Rosa de Ouro                           | Os Mistérios da Cidade Rocha                     | 54     |
| 13   | Embalo do Catete                       | Acalanto Cantigas de Ninar                       | 50     |
| 14   | Mocidade de São Matheus                | Brasil Lendário Gigante                          | 50     |
| 15   | Independente da Barão                  | Pregoeiros do Rio Antigo                         | 50     |
| 16   | Embaixadores da Paulo Ramos            | Barreira do Inferno                              | 48     |
| 17   | Rouxinol do Grotão da Penha            | O Negro e Sua Liberdade                          | 47     |
| 18   | Bloco do Barriga                       | O Nascimento da Noite                            | 45     |

### Grupo 3
O desfile do Grupo 3 foi realizado a partir das 21 horas do sábado, dia 19 de fevereiro de 1977, no Boulevard 28 de Setembro, em Vila Isabel.

#### Classificação
Mocidade Peteca da Paraná foi o campeão, sendo promovido ao Grupo 2 junto com Coroado de Jacarepaguá, Mocidade de Guararapes, Boêmios do Andaraí, Carinhoso de Vigário Geral, Cometas do Bispo, Infantes da Piedade e Força Jovem do Horto.
| Legenda: Promovidos ao Grupo 2 Rebaixados para o Grupo 4 |

| Col. | Bloco                       | Enredo                                                       | Pontos |
| ---- | --------------------------- | ------------------------------------------------------------ | ------ |
| 1    | Mocidade Peteca da Paraná   | Zumbi, Rei dos Palmares                                      | 67     |
| 2    | Coroado de Jacarepaguá      | Vila Isabel - Noel e Martinho                                | 65     |
| 3    | Mocidade de Guararapes      | O Velho Chico                                                | 64     |
| 4    | Boêmios do Andaraí          | O Grande Abraço                                              | 62     |
| 5    | Carinhoso de Vigário Geral  | Brasil                                                       | 60     |
| 6    | Cometas do Bispo            | Vaga-lumes do Abaré Bebê                                     | 60     |
| 7    | Infantes da Piedade         | A Festa da Uva                                               | 59     |
| 8    | Força Jovem do Horto        | Reisado e Noite de Gala                                      | 58     |
| 9    | Amar É Viver                | Lenda de Uiara                                               | 54     |
| 10   | Unidos da Fazenda           | Recordando e Vivendo Ataulfo Alves                           | 54     |
| 11   | Mocidade Unida do Tinguá    | Contos e Romances de Machado de Assis                        | 52     |
| 12   | Deixa Comigo                | O Chafariz, a Fonte dos Amores                               | 50     |
| 13   | Embalo do Morro do Urubu    | Céu de Estrelas                                              | 46     |
| 14   | Acadêmicos do Colégio       | Exaltação as Flores                                          | 45     |
| 15   | Unidos do Parque Felicidade | O Folclore na Festa da Cidade de Marechal Deodoro em Alagoas | 42     |
| 16   | Não Tem Mosquito            | *                                                            | 0      |

### Grupo 4
O desfile do Grupo 4 foi realizado a partir das 19 horas da segunda-feira, dia 21 de fevereiro de 1977, na Estrada da Água Grande, em Vista Alegre.

#### Classificação
Samba Como Pode foi campeão nos critérios de desempate, sendo promovido ao Grupo 3 junto com Boêmios de Inhaúma, Mocidade do Lins, Diplomatas de Anchieta, Gavião de Brás de Pina, Dragão de Irajá, Boêmios da Vila Aliança e Unidos do Gramacho.
| Legenda: Promovidos ao Grupo 3 Rebaixados para o Grupo 5 |

| Col. | Bloco                            | Enredo                                         | Pontos |
| ---- | -------------------------------- | ---------------------------------------------- | ------ |
| 1    | Samba Como Pode                  | Bahia, Berço de Dorival Caymmi                 | 67     |
| 2    | Boêmios de Inhaúma               | Coroação do Rei Congo no Brasil                | 67     |
| 3    | Mocidade do Lins                 | As Amazonas                                    | 66     |
| 4    | Diplomatas de Anchieta           | Magia e Beleza da Dança do Folclore Brasileiro | 65     |
| 5    | Gavião de Brás de Pina           | Meu Samba, Minha Vida                          | 62     |
| 6    | Dragão de Irajá                  | Rio Cidade Feitiço                             | 61     |
| 7    | Boêmios da Vila Aliança          | Fantástico Sonho de Um Adolescente             | 60     |
| 8    | Unidos do Gramacho               | Apologia ao Grande Poeta Noel Rosa             | 59     |
| 9    | Os Brasinhas                     | Lenda da Rainha do Mar Iemanjá                 | 56     |
| 10   | Batutas de Cordovil              | Festa no Maranhão                              | 55     |
| 11   | Mocidade de Camaré               | Uma Festa do Rosário dos Negros "O Maracatu"   | 54     |
| 12   | Sentinela de Pilares             | A Evolução Brasileira                          | 47     |
| 13   | Brinca Quem Pode de Santa Tereza | Urubu-Rei                                      | 43     |
| 14   | Gavião de Pilares                | *                                              | 0      |
| 15   | Caprichosos da Z-1               | *                                              | 0      |

### Grupo 5
O desfile do Grupo 5 foi realizado a partir das 19 horas da segunda-feira, dia 21 de fevereiro de 1977, na Rua Topázios, em Rocha Miranda.

#### Classificação
Sai Como Pode foi o campeão, sendo promovido ao Grupo 4 junto com Solta o Bicho, Coração de Éden, Mocidade do Grajaú, Vem como Pode, Estrela de Jacarepaguá, Unidos da Vila Jardim, Mocidade e Mocidade da Camarista Méier.
| Legenda: Promovidos ao Grupo 4 Rebaixados para o Grupo 6 |

| Col. | Bloco                       | Enredo                                                   | Pontos |
| ---- | --------------------------- | -------------------------------------------------------- | ------ |
| 1    | Sai Como Pode               | Sonho de Primavera                                       | 70     |
| 2    | Solta o Bicho               | Esplendor da Primavera                                   | 66     |
| 3    | Coração de Éden             | A Capital do Samba                                       | 65     |
| 4    | Mocidade do Grajaú          | Rio de Encantos e Fantasias                              | 64     |
| 5    | Vem Como Pode               | Belas Artes - Momentos Felizes de Vitor Meireles de Lima | 63     |
| 6    | Estrela de Jacarepaguá      | Lendas e Costumes da Amazônia                            | 62     |
| 7    | Unidos da Vila Jardim       | Riquezas Naturais do Brasil                              | 62     |
| 8    | Bloco da Mocidade           | O Poder Negro                                            | 61     |
| 9    | Mocidade da Camarista Méier | Bahia e Suas Festas Folclóricas                          | 58     |
| 10   | Carinhoso de Maria da Graça | Sua Majestade o Carnaval                                 | 51     |
| 11   | Mataram Meu Gato            | Origens e Obras de Jorge Amado                           | 50     |
| 12   | Unidos do Bairro Central    | Momentos Místicos de Um Negro Africano                   | 48     |
| 13   | Novo Horizonte              | De Morais e as Três Moradas                              | 47     |
| 14   | Imperadores do Samba        | Abolição da Escravatura                                  | 39     |

### Grupo 6
O desfile do Grupo 6 foi realizado a partir das 19 horas da segunda-feira, dia 21 de fevereiro de 1977, na Rua Nova Iorque, em Bonsucesso.

#### Classificação
Xuxu foi o campeão, sendo promovido ao Grupo 4 junto com o vice-campeão, Unidos do Jardim Botânico.
| Legenda: Promovidos ao Grupo 4 Promovidos ao Grupo 5 Rebaixados para o Grupo 7 |

| Col. | Bloco                              | Enredo                               | Pontos |
| ---- | ---------------------------------- | ------------------------------------ | ------ |
| 1    | Xuxu                               | Bahia, Glórias e Costumes de Um Povo | 63     |
| 2    | Unidos do Jardim Botânico          | Brasil, Seu Povo e Seus Costumes     | 60     |
| 3    | Alegria do Parque                  | Bahia, Terra do Poeta                | 59     |
| 4    | Acadêmicos de Bento Ribeiro        | Manhã de Primavera                   | 57     |
| 5    | Xodó das Meninas do Jardim América | Vida e Glória de José de Alencar     | 53     |
| 6    | Amizade da Água Branca             | Rio Grande do Sul, na Festa da Uva   | 53     |
| 7    | Estrela do Bairro Magali           | O Gigante Papa Léguas                | 50     |
| 8    | Baixada do Sapo                    | Quilombo dos Palmares                | 50     |
| 9    | Império do Gramacho                | Porto dos Casais                     | 48     |
| 10   | Durinhos de Padre Miguel           | Quilombo dos Palmares                | 46     |
| 11   | Vê Se Me Entende                   | Taí a Pequena Notável                | 45     |
| 12   | Inocentes da Guarani               | O Mundo da Petizada                  | 45     |

### Grupo 7
O desfile do Grupo 7 foi realizado a partir das 21 horas do sábado, dia 19 de fevereiro de 1977, na Estrada do Cacuia, na Ilha do Governador.

#### Classificação
Hora Certa foi o campeão, sendo promovido ao Grupo 4 junto com o vice-campeão, Difícil É o Nome de Pilares.
| Legenda: Promovidos ao Grupo 4 Promovidos ao Grupo 6 Rebaixados para o Grupo 8 |

| Col. | Bloco                                | Enredo                                                           | Pontos |
| ---- | ------------------------------------ | ---------------------------------------------------------------- | ------ |
| 1    | Hora Certa                           | Riqueza do Brasil                                                | 66     |
| 2    | Difícil É o Nome                     | O Fabuloso Bandeirante                                           | 65     |
| 3    | Unidos do Coqueiro                   | Canori, a Rainha Guerreira                                       | 64     |
| 4    | Alegria de Padre Miguel              | Festa Junina no Carnaval                                         | 61     |
| 5    | Corações Unidos de Bonsucesso        | Fascinante Mundo das Crianças                                    | 61     |
| 6    | Mocidade do Pau-Ferro                | Vitória-Régia                                                    | 58     |
| 7    | Coroados de Santa Cruz               | As Festas Afoxé                                                  | 53     |
| 8    | Liberais do Andaraí                  | Mãe Terra                                                        | 53     |
| 9    | Colúmbia da Vila Proletária da Penha | O Trabalho Escravo - Abolição do Cativeiro - Lei do Ventre Livre | 38     |
| 10   | Unidos da Vila Cruzeiro              | Os Bandeirantes                                                  | 35     |

### Grupo 8
O desfile do Grupo 8 foi realizado a partir das 19 horas da segunda-feira, dia 21 de fevereiro de 1977, na Rua Nerval de Gouveia, em Quintino.

#### Classificação
Império de Botafogo foi o campeão, sendo promovido ao Grupo 4.
| Legenda: Promovido ao Grupo 4 Promovidos ao Grupo 6 Promovidos ao Grupo 7 Rebaixados para o Grupo 11 * Sem informação disponível |

| Col. | Bloco                           | Enredo                                         | Pontos |
| ---- | ------------------------------- | ---------------------------------------------- | ------ |
| 1    | Império de Botafogo             | Bahia Seus Encantos e Magia                    | 68     |
| 2    | Arame de Ricardo de Albuquerque | O Guarani - Sinfonia Imortal                   | 67     |
| 3    | Acadêmicos do Vidigal           | Princesa Isabel                                | 63     |
| 4    | Globo de Ouro                   | Palmares, a Tróia Negra                        | 54     |
| 5    | Suco de Camarão                 | Passeio na Floresta                            | 54     |
| 6    | Mamãe Não Deixa                 | A Lenda da Vitória-Régia                       | 51     |
| 7    | Teimosos da Vila                | Rio Maravilhoso                                | 45     |
| 8    | Embalo da Torre                 | *                                              | 42     |
| 9    | Engrossa                        | Do Futebol Brasileiro Um Amor na Selva         | 40     |
| 10   | Flor da Vila Norma              | Carnaval em Três Tempos (Ontem, Hoje e Sempre) | 37     |
| 11   | Nosso Sonho                     | *                                              | 0      |
| 12   | Aprendizes de Santa Lúcia       | *                                              | 0      |

### Grupo 9
O desfile do Grupo 9 foi realizado a partir das 20 horas do domingo, dia 20 de fevereiro de 1977, em Campo Grande.

#### Classificação
Surpresa de Realengo foi campeão nos critérios de desempate, sendo promovido ao Grupo 7 junto com Só Falta Você e Unidos da Laureano.
| Legenda: Promovidos ao Grupo 7 Promovidos ao Grupo 8 |

| Col. | Bloco                             | Enredo                             | Pontos |
| ---- | --------------------------------- | ---------------------------------- | ------ |
| 1    | Surpresa de Realengo              | Mãe Valéria (Lenda Paraense)       | 65     |
| 2    | Só Falta Você                     | Vida e Glória do Palhaço Piolin    | 65     |
| 3    | Unidos da Laureano                | Praça 11 de Samba, Boemia, Saudade | 58     |
| 4    | Unidos da Nova Brasília           | História e Lenda de Minas Gerais   | 57     |
| 5    | Mocidade Unida de Santa Margarida | Carnaval Carioca                   | 55     |
| 6    | Maravilha da Paciência            | Amor em Primavera                  | 25     |
| 7    | Última Hora                       | *                                  | 0      |
| 8    | Chamego de Jacarepaguá            | *                                  | 0      |
| 9    | Juventude                         | *                                  | 0      |
| 10   | Unidos da Vila Nova               | *                                  | 0      |
| 11   | Gigantes de Bonsucesso            | *                                  | 0      |
| 12   | Micróbios do Samba                | *                                  | 0      |

### Grupo 10
O desfile do Grupo 10 foi realizado no sábado, dia 19 de fevereiro de 1977, na Rua Felipe Cardoso, em Santa Cruz.

#### Classificação
Garrafal foi o campeão, sendo promovido ao Grupo 7 junto com o vice-campeão, Carinhoso da Penha Circular.
| Legenda: Promovidos ao Grupo 7 Promovidos ao Grupo 8 Promovidos ao Grupo 9 |

| Col. | Bloco                           | Enredo                                             | Pontos |
| ---- | ------------------------------- | -------------------------------------------------- | ------ |
| 1    | Garrafal                        | Apoteose à Praça Onze, Berço dos Antigos Carnavais | 68     |
| 2    | Carinhoso da Penha Circular     | Amazônia Brasileira                                | 65     |
| 3    | Unidos de Edson Passos          | Brasil Primaveril                                  | 62     |
| 4    | Mocidade Unida do Estácio de Sá | Exaltação ao Estácio de Ontem e de Hoje            | 61     |
| 5    | Turma da Chupeta                | Cunhão Essaoby                                     | 61     |
| 6    | Bloco do China                  | Gruta dos Amores                                   | 57     |
| 7    | União da Vila                   | Manifestação Maior do Poder Divino                 | 46     |
| 8    | União da Ponte                  | Primavera Estação das Flores                       | 45     |
| 9    | Estrela de Madureira            | A Lenda do Curumim - Menino Índio da Tribo Caiapó  | 39     |
| 10   | Flor do Bairro                  | Homenagem ao Mestre Natal                          | 37     |
| 11   | Olho Grande                     | Novo Rio de Janeiro                                | 29     |
| 12   | União de Bento Ribeiro          | Carnaval de Ontem e de Hoje                        | 29     |

### Grupo extra
O desfile do Grupo extra foi realizado no domingo, dia 20 de fevereiro de 1977, em Paquetá. Silêncio do Amor foi o campeão.
| Col. | Bloco               | Enredo                                   | Pontos |
| ---- | ------------------- | ---------------------------------------- | ------ |
| 1    | Silêncio do Amor    | História e Lendas de Paquetá             | 57     |
| 2    | Unidos do São Roque | O Carnaval Brasileiro de Ontem e de Hoje | 54     |

## Frevos carnavalescos
O desfile dos clubes de frevo foi realizado a partir das 18 horas da segunda-feira, dia 21 de fevereiro de 1977, na Avenida Rio Branco.

### Classificação
Lenhadores foi campeão desfilando com o enredo "Epopéia das Bandeiras".
| Legenda: Desfile dos Campeões |

| Col. | Frevo        | Pontos |
| ---- | ------------ | ------ |
| 1    | Lenhadores   | 49     |
| 2    | Pás Douradas | 46     |
| 3    | Vassourinhas | 43     |
| 4    | Toureiros    | 41     |

## Ranchos carnavalescos
O desfile dos ranchos foi realizado a partir das 21 horas e 30 minutos da segunda-feira, dia 21 de fevereiro de 1977, na Avenida Rio Branco.

### Classificação
Parasitas de Ramos foi campeão. Índios do Leme foi desclassificado por não apresentar a quantidade mínima de 135 integrantes.
| Legenda: Desfile dos Campeões |

| Col. | Rancho                   | Enredo                       | Pontos |
| ---- | ------------------------ | ---------------------------- | ------ |
| 1    | Parasitas de Ramos       | A Festa do Café              | 58     |
| 2    | Aliados de Quintino      | Guarani                      | 56     |
| 3    | Decididos de Quintino    | A Festa da Uva               | 50     |
| 4    | Recreio da Saúde         | Fantasmas do Mundo das Fadas | 49     |
| 5    | União dos Caçadores      | Rei dos Palmares - Zumbi     | 48     |
| 6    | Império de São Cristóvão | Circo                        | 41     |
| 7    | Lira de Vila Isabel      | Ararigboia                   | 35     |
| 8    | Azulões da Torre         | O Mundo do Teatro            | 34     |
| 9    | Unidos do Cunha          | Um Ébrio Sonhador            | 27     |
| -    | Índios do Leme           | Coisas Típicas da Bahia      | 0      |

## Sociedades carnavalescas
O desfile das grandes sociedades foi realizado a partir das 22 horas e 20 minutos da terça-feira de carnaval, dia 22 de fevereiro de 1977, na Avenida Rio Branco.

### Classificação
Clube dos Independentes foi campeão.
| Legenda: Desfile dos Campeões * Sem informação disponível |

| Col. | Sociedade               | Enredo                                                  | Pontos |
| ---- | ----------------------- | ------------------------------------------------------- | ------ |
| 1    | Clube dos Independentes | Siderurgia e Cristais Brasileiros                       | 70     |
| 2    | Turunas de Monte Alegre | Rio Antigo                                              | 69     |
| 3    | Embaixada do Sossego    | Rio, Paraíso do Samba e da Folia                        | 65     |
| 4    | Pierrôs da Caverna      | *                                                       | 63     |
| 5    | Clube dos Fenianos      | *                                                       | 60     |
| 6    | Clube dos Cariocas      | De Santos Dumont à Implantação da Aeronautica no Brasil | 54     |
| 7    | Tenentes do Diabo       | *                                                       | 51     |
| 8    | Clube dos Embaixadores  | Brasil Caboclo                                          | 48     |

## Desfile dos Campeões
O Desfile dos Campeões foi realizado a partir da noite de sábado, dia 26 de fevereiro de 1977, na Avenida Presidente Vargas. Marcado para começar às 17 horas, teve início somente às 19 horas e 30 minutos. Participaram do desfile as três escolas mais bem colocadas do Grupo 1, as escolas vencedoras dos grupos 2 e 3, e os vencedores dos concursos de blocos, frevos, ranchos e sociedades.
| Ordem dos desfiles |
| 1. Clube dos Independentes 2. Lenhadores 3. Parasitas de Ramos 4. Samba Como Pode 5. Mocidade Peteca da Paraná 6. Mocidade de Vicente de Carvalho 7. Unidos de São Cristóvão 8. Canários das Laranjeiras 9. Acadêmicos do Engenho da Rainha 10. Arrastão de Cascadura 11. União da Ilha do Governador 12. Portela 13. Beija-Flor |